# Onthophagus atripennis
Onthophagus atripennis là một loài bọ cánh cứng trong họ Bọ hung (Scarabaeidae).